# Universal Procedure for Library Assessment
De Universal Procedure for Library Assessment (of UPLA) is een methode om de fysieke staat van een bibliotheekcollectie te analyseren. Via een representatieve steekproef wordt bepaald welke soorten schade het meeste voorkomen en hoeveel items hierdoor niet meer ter inzage kunnen worden gegeven. De bibliotheek kan op basis van het totaalbeeld dat zo ontstaat de bewaring of de verzorging van de collectie verbeteren.
UPLA is in 2014 ontwikkeld in opdracht van de Vlaamse Erfgoedbibliotheek op basis van de Universal Procedure for Archive Assessment (UPAA) van het Nederlandse Nationaal Archief uit 1996.

## Uitgangspunten

### Steekproef
Een UPLA-assessment begint met de willekeurige selectie van 300 items (manuscripten, boeken, tijdschriften, kranten) uit de te onderzoeken bibliotheekcollectie. Dat aantal is voldoende om statisch verantwoorde uitspraken te kunnen doen over de collectie als geheel, ook als het om heel grote collecties gaat.

### Schadesoorten
Elk van de 300 geselecteerde items wordt nauwkeurig onderzocht op de aanwezigheid van 22 soorten schade.Voorbeelden van schade zijn stof en vuil, losse of ontbrekende onderdelen, beschadigingen, schadelijke reparaties (bijvoorbeeld met gewone plakband), inktvraat, verzuring of schimmel. Voor elke soort schade die voorkomt wordt ook vastgesteld of de schade matig is of ernstig. 

### Raadpleegbaarheid
Voor elk item wordt gekeken of de schade zou verergeren bij normaal gebruik. Als dat zo is, is het niet meer raadpleegbaar: het item kan niet ter inzage worden gegeven aan een lezer zonder dat het extra schade oploopt

### Statische verwerking
De gegevens worden statisch verwerkt om een totaalbeeld van de collectie te creëren. Daarbij wordt duidelijk welke schadesoorten veel voorkomen en hoeveel items in de collectie niet meer raadpleegbaar zijn. Op basis hiervan kan een bibliotheek maatregelen nemen die verdere schade helpen beperken (bijvoorbeeld door de bewaaromstandigheden van de materialen te verbeteren) of om schade te herstellen. 